# Jugoslawische Badminton-Mannschaftsmeisterschaft
Jugoslawische Badminton-Mannschaftsmeisterschaften wurden 1998, 2000 und 2002 ausgetragen und gingen danach fließend in die Meisterschaften von Serbien-Montenegro über, auf welche wiederum die serbischen Titelkämpfe folgten.

## Die Titelträger
| Saison | Sieger            |
| ------ | ----------------- |
| 1998   | BK Šabac          |
| 1999   | nicht ausgetragen |
| 2000   | BK Šabac          |
| 2001   | nicht ausgetragen |
| 2002   | BK Šabac          |